# Josef Kestler
Josef Kestler (23. října 1910 – srpen 1987) byl český a československý politik Komunistické strany Československa, poúnorový poslanec Národního shromáždění ČSR.

## Biografie
Členem KSČ se stal roku 1945. Podle jiného zdroje ale patřil k předválečným členům strany. Do KSČ měl vstoupit již roku 1936. Od roku 1935 byl aktivní v Rudých odborech. V komunálních volbách v roce 1938 kandidoval za KSČ do obecního zastupitelstva v Sušici. Za okupace byl vězněn v koncentračních táborech.
Už v květnu 1945 zasedl v krajské odborové radě v Plzni. V roce 1947 se uvádí jako dělník, předseda závodní rady v podniku SOLO Sušice. Původním povoláním byl obchodní příručí. V roce 1947 byl předsedou OV KSČ. Byl členem krajského výboru KSČ v Plzni. V roce 1954 zastával funkci předsedy Krajského výboru Národní fronty v Plzni. Bylo mu uděleno Vyznamenání Za vynikající práci.
Po volbách roku 1948 byl zvolen do Národního shromáždění za KSČ ve volebním kraji Plzeň. Mandát nabyl až dodatečně v březnu 1952 jako náhradník poté, co rezignoval poslanec Rudolf Slánský. V parlamentu setrval do konce funkčního období, tedy do voleb v roce 1954.